# Liste der Monuments historiques in Guincourt
Die Liste der Monuments historiques in Guincourt führt die Monuments historiques in der französischen Gemeinde Guincourt auf.

## Liste der Objekte
| Bezeichnung                                      | Beschreibung            | Standort                | Kennzeichnung | Schutzstatus | Datum | Bild |
| ------------------------------------------------ | ----------------------- | ----------------------- | ------------- | ------------ | ----- | ---- |
| Grabstein für Robert de Guincourt und seine Frau | Marmor, bezeichnet 1541 | auf dem Friedhof (Lage) | PM08000251    | Classé       | 1933  |      |